# Melanoxylon brauna
Melanoxylon brauna är en ärtväxtart som beskrevs av Heinrich Wilhelm Schott. Melanoxylon brauna ingår i släktet Melanoxylon och familjen ärtväxter. Inga underarter finns listade i Catalogue of Life.